# 육민관고등학교
육민관고등학교(育民館高等學校)는 대한민국 강원특별자치도 원주시 흥업면 흥업리에 있는 사립 고등학교이다.

## 학교 연혁
- 1946년 3월 15일 : 일곡 홍범희 선생 육민관 설립, 관장에 취임
- 1946년 7월 22일 : 사제리(沙堤里) 개경지(開耕地)에 교사 준공
- 1949년 6월 22일 : 육민관중학교 설립(교장 홍범희, 이사장 이창수) 학교법인 육민관 설립 인가
- 1952년 7월 18일 : 육민관고등학교 설립 인가 (신입생 120명)
- 1953년 6월 13일 : 흥업면 흥업리 '터둔벌' 신축 교사부지로 선정
- 1954년 3월 10일 : 고 제1회 16명 졸업
- 1954년 11월 13일 : 창육관(270평) 준공식
- 1982년 5월 1일 : 종합관 증축 준공 (일반교실 20실, 특별실 2실)
- 1992년 9월 22일 : 청송면학관 준공 (5층 36실)
- 1994년 12월 15일 : 체육관 준공
- 2002년 3월 1일 : 학칙 변경인가 (9학급 편제, 총 27학급)
- 2003년 1월 15일 : 청송면학관 2관 준공 (1층 5실)
- 2007년 4월 23일 : 인조잔디구장 및 다목적 경기장 준공
- 2010년 12월 15일 : 다목적 강당 준공
- 2015년 4월 24일 : 제15대 이사장 오명철 선생 취임
- 2018년 3월 15일 : 창육관 등록문화재 지정
- 2018년 12월 21일 : 송육관 준공
- 2023년 3월 1일 : 제14대 방종식 교장 취임
- 2025년 1월 10일 : 제72회 졸업식
- 2025년 3월 4일 : 신입생 9학급 입학(261명 입학)

## 참고 자료
- 육민관고등학교 - 한국교육학술정보원 학교알리미